# Le Fjord-du-Saguenay
 Le Fjord-du-Saguenay  est une municipalité régionale de comté (MRC) du Québec (Canada), créée en 1983 dans la région du Saguenay–Lac-Saint-Jean. Le conseil de la MRC du Fjord-du-Saguenay se réunit dans la municipalité de Saint-Honoré. La ville de Saguenay s'est détachée de la MRC lors des fusions municipales de 2002.

## Étymologie
Le fjord, qui est un nom norvégien, est le résultat de l’invasion des eaux d’une mer ou d’un océan dans une vallée glaciaire.

## Géographie physique

### Fjord

#### Formation
La formation géologique du fjord du Saguenay-Lac-Saint-Jean a commencé il y a 350 millions d’années. Cette vallée bordant la rivière Saguenay, située sur la rive nord du Saint-Laurent, est en fait le résultat de l’affaissement de la croûte terrestre se trouvant sous un glacier recouvrant tout le Canada et une partie des États-Unis lors de la dernière période glaciaire. Cet affaissement s’est produit sur 150 millions d'années. Ce phénomène a ensuite été jumelé à la création de failles lors de mouvements tectoniques, ce qui a créé le fossé que l’on connaît aujourd’hui comme étant le fjord du Saguenay-Lac-Saint-Jean et qui est l’un des plus longs au monde ayant une longueur de 105 km.
Le fjord du Saguenay-Lac-Saint-Jean reçoit l’eau salée du fleuve Saint-Laurent. Cette eau saline se retrouve sous l’eau douce et circule dans la direction contraire à cette dernière. L’aspect salin de l’eau offre un milieu de vie exceptionnel aux espèces y vivant, même dans ses profondeurs les plus importantes, soit environ 275 mètres. Les eaux de ce fjord font partie des rares à se déverser dans un estuaire, l’estuaire du Saint-Laurent, plutôt que dans un océan.

#### L'impact de la dernière période glaciaire
La glaciation est une période durant laquelle la température baisse, les hivers durent plus longtemps et les glaciers occupent la surface terrestre à cause de l’accumulation de neige. Il existe quatre périodes de glaciation.
Il y a 18 000 ans, pendant la dernière période glaciaire qui débute il y a 80 000 ans, l’ensemble du territoire canadien jusqu’au Wisconsin, aux États-Unis, est recouvert de glace. Ensuite, l’affaissement de la surface de la croûte terrestre se produit à cause de ces glaces épaisses.
Des milliers d'années plus tard, les eaux du fjord du Saguenay s’écoulent vers une faille se créant à cause d’un déplacement tectonique.

## Géographie humaine

### Entités territoriales
La MRC est constituée de treize municipalités locales et de deux territoires non organisés.
| Nom                      | Statut                   | Population 2021 | Superficie (km2) | Densité (h/km2) | Ref |
| ------------------------ | ------------------------ | --------------- | ---------------- | --------------- | --- |
| Bégin                    | Municipalité             | 851             | 195,6            | 4,35            |     |
| Ferland-et-Boilleau      | Municipalité             | 632             | 407,3            | 1,55            |     |
| L'Anse-Saint-Jean        | Municipalité             | 1 301           | 530,2            | 2,45            |     |
| Lac-Ministuk             | Territoire non organisé  | 58              | 1 495,4          | 0,04            |     |
| Larouche                 | Municipalité             | 1 601           | 89,6             | 17,87           |     |
| Mont-Valin               | Territoire non organisé  | 20              | 38 032,3         | 0               |     |
| Petit-Saguenay           | Municipalité             | 600             | 337,1            | 1,78            |     |
| Rivière-Éternité         | Municipalité             | 414             | 524,5            | 0,79            |     |
| Saint-Ambroise           | Municipalité             | 3 883           | 150,2            | 25,85           |     |
| Saint-Charles-de-Bourget | Municipalité             | 784             | 62,5             | 12,54           |     |
| Saint-David-de-Falardeau | Municipalité             | 2 996           | 418,3            | 7,16            |     |
| Saint-Fulgence           | Municipalité             | 2 061           | 351,04           | 5,87            |     |
| Saint-Félix-d'Otis       | Municipalité             | 1 109           | 278,1            | 3,99            |     |
| Saint-Honoré             | Ville                    | 6 376           | 190,9            | 33,4            |     |
| Sainte-Rose-du-Nord      | Municipalité de paroisse | 434             | 156,4            | 2,77            |     |
| Total                    | Total                    | 23 110          | 38 934,18        | 0,59            |     |

## Démographie
| 1986    | 1991    | 1996    | 2001    | 2006   | 2011   | 2016 |
| ------- | ------- | ------- | ------- | ------ | ------ | ---- |
| 170 817 | 172 793 | 172 343 | 166 780 | 20 025 | 20 465 | -    |